# Captain Toad: Treasure Tracker
Captain Toad: Treasure Tracker (яп. 進め! キノピオ隊長 Сусумэ! Кинопио-гаитё, с англ. «Капитан Тоад: Искатель сокровищ») — видеоигра из серии игр Марио, разработанная подразделением Nintendo EAD Tokyo изначально для игровой приставки Wii U. Игра является спин-оффом серии Super Mario с главным героем Тоадом из игры Super Mario 3D World.
13 июля 2018 года были выпущены порты игры для приставок Nintendo 3DS и Nintendo Switch, в том числе и дополнительные бонусные уровни, выдержанные в стиле локаций из Super Mario Odyssey. Также эти уровни предлагают корпоративный двупользовательский режим в версии для Nintendo Switch. Однако в этих версиях исключены бонусные уровни Super Mario 3D World. Порт для Nintendo Switch был продан более миллиона раз, что сделало Captain Toad одной из самых продаваемых игр для этой игровой приставки.

## Игровой процесс
Игровой процесс в Captain Toad предоставляет собой приключенческую головоломку, где игрок управляет грибком капитаном Тоадом и его подружкой Тоадеттой. В начале Тоад должен спасти похищенную Тоадетту после того, как он её спасает, самого Тоада похищают и игровым персонажем становится Тоадетта. Уровни предоставляют собой маленькие миры-диорамы. Тоад и Тоадетта беззащитны, медлительны и не могут прыгать, они могут лазать по лестнице и дышать под водой. Игрок должен обходить препятствия и врагов, прибегая к логике и рассчитывая подходящие моменты. Почти каждый уровень — это головоломка, где требуется обходить препятствия, находить рычаги, меняющие положение платформ или вращающие их. Так как действие происходит во вселенной Mario, игра представляет типичные для этих игр игровые механики, например возможность собирать монетки или медленно летающие снаряды.
Конечная цель в каждом уровне — добраться до звезды. Также в каждом уровне спрятаны по три кристалла. Их необязательно собирать, но они требуются для открытия доступа к уровням с боссами. Игрок может вращать камеру и масштабировать картинку, чтобы находить скрытые проходы и спрятанные сокровища. Тоад и Тоадетта могут выдёргивать ростки, чтобы найти деньги, особые предметы и пункты жизни, также это могут быть репы, которыми можно кидаться во врагов. Иногда Тоад и Тоадетта могут достать кирку, которой на короткое время можно разбивать блоки и уничтожать врагов. Игра представляет разных противников, которые могут преследовать героя, нападать из воздуха или циклично пробегать свои маршруты. Тоад и Тоадетта должны избегать их, убегать или кидаться предметами. После нападения игровой персонаж уменьшаются в размерах после второго поражения — умирает и уровень перезапускается.
Некоторые уровни предлагают уникальные игровые механики, например есть уровни, представляющие собой шахты в подземелье, где игрок от первого лица катается на вагонетке стреляет по блокам и сокровищам, или же воздушные уровни, где можно находиться на платформе только короткое время. Некоторые уровни — это боссы, первый и них — дракон изрыгает пламя, от которого надо прятаться за платформами, другой босс — ворон, кидается шарами.

## Разработка
Созданием игры занималось подразделение Nintendo — EAD Tokyo. Руководителем разработки выступил Синья Хиротака, а продюсером — Коити Хаясида. Сам Хиротака известен за работу над дизайном уровней к играм Super Mario 3D Land и Super Mario 3D World. Продюсер Хаясида также раннее работал над игрой Super Mario 3D World.

### Предпосылки
Предпосылкой к созданию Captain Toad послужили небольшие уровни в виде диорам, которые тестировали для Super Mario 3D World ещё на раннем этапе разработки. Хаясида заметил, что такие уровни оказались неудачной идеей, так как Марио мог прыгать и для него требовались уровни с большим пространством. Тем не менее команде понравилась идея миниатюрных и детализированных миров, однако для такой игры требовался не способный прыгать персонаж. Команда тогда задумала в будущем создать игру с непрыгающим героем и уровнями-диорамами. Хиротака в какой то момент предложил использовать Линка из серии The Legend of Zelda, так как идея исследовать мир и подземелья вписывалась в концепцию геймплея этих игр, однако эту идею почти стразу же отверг глава Nintendo Сигэру Миямото, геймдизайнер однако заметил, что его команда по прежнему была крайне заинтересована в проекте и продолжала искать подходящего героя. В конце концов выбор пал на капитана Тода, второстепенного персонажа, появившегося в Super Mario Galaxy по причине того, что он всегда носит тяжёлый рюкзак. Отвечая на вопросы журналистов о содержимом рюкзака, разработчики называли это секретом, заметив, что Тоад и Тоадетта могут носить в рюкзаке всё что угодно и «всё на свете, о чём воображает игрок». Хиротака заметил, что несмотря на то, что изначально персонаж создавался, как второстепенный, разработчики «сразу его полюбили, как и бригаду тоадов из Super Mario Galaxy». Ещё при разработке Super Mario 3D World, разработчики добавили в игру особые уровни Treasure Tracker с капитаном Тоадом, где он должен был преодолевать препятствия без способности прыгать. Разработчики были довольны проделанной работой и заметили, что это добавляло в игру элемент исследований. После завершения разработки Super Mario 3D World, Миямото дал зелёный свет на разработку игры о капитане Тоаде и Хаясида признался, что его команда была очень счастлива.

### Дизайн уровней
Разработка началась с того, что команда создала более 100 уровней в виде диорам и затем проходила их. Создание уровня Хиротака сравнивал с упаковкой бэнто, заметив что у команды было множество интересных идей, но которые нужно было «упаковать» в маленьком уровне. Хиратака признался, что со временем прохождение уровней становилось скучным, поэтому следующий этап разработки был посвящён добавлению новых игровых механик, чтобы придать прохождению больше экшена, «с которым мог даже справляться капитан Тоад, не умеющий прыгать». Одна из первых добавленных механик — «выщипывание». Игрок на своём пути встречает ростки, которые должен выдирать, чтобы получить доступ к скрытым предметам и сокровищам. Также с помощью найденных предметов можно взаимодействовать с определенными объектами на карте, что придаёт большее разнообразие общему игровому процессу. По мере разработки, команда добавила противников, уровни с боссами, уровни с вагонетками, чтобы игрок не начинал скучать во время прохождения.
Один из боссов — огнедышащий дракон был впервые предложен, когда разработчики задумывали сделать главным героем Линка из The Legend of Zelda. Согласно ранней задумке, Линк время от времени сталкивался с драконами и должен был прятаться за стенами, спасаясь от огня. Тем не менее это противоречило концепции персонажа, как храброго война, так как Линк должен был бы скорее всего сражаться с Драконом. Хиратака заметил, что Капитан Тоад такой же храбрый, но намного слабее, поэтому есть возможность сосредоточиться не на сражении, а на способе избегать атаки.
Одна из проблем при разработке была связана с перспективой камеры, так, чтобы игрок мог без проблем наблюдать за героем в ограниченном пространстве. Разработчики заметили, что камера и её управление всегда выступали сложной задачей со времён первой игры Super Mario 64, поэтому в уровнях нет слишком узких проходов. Разработчики заметили, долгое время экспериментировали с перспективой от первого лица на каждом уровне, но в этой ситуации прохождение становилось слишком сложным.
Комментируя проделанную работу, Хаясида признался, что команде удалось воссоздать чувство удовольствия от прохождения, как во времена игр для NES, но в современной интерпретации. Во время разработки, Хаясида также работал над проектом NES Remix — антологии лучших игр на NES и в том числе предложил перенести некоторые их игр в виде уровней-диорам в Captain Toad. Уровни в Captain Toad в целом наполнены отсылками к разным играм серии Mario. При этом при создании некоторых уровней, разработчики вдохновлялись тематикой «Арабской ночи», заметив, что шляпки Тоада и Тоадетты в некотором смысле напоминает тюрбан. В игре присутствуют здания в арабском восточном стиле, что было сделано впервые в истории игр серии Mario.

### Баланс сложности
Разработчики ставили перед собой цель создать игру, подходящую для максимально широкой игровой аудитории, как для новичков, так и для опытных игроков. В частности пройти сам уровень относительно легко, однако сложность значительно возрастает, если игрок будет стремиться собрать все самоцветы или проходить бонусные испытания. Разработчики в конце концов ввели столько много механик, что решили разделить игру на три тематических эпизода. Хиротака заметил, что если бы разработчики смещали вместе все уровни, что игрок мог столкнуться с информационной перегрузкой. Первый эпизод является вводным и призван познакомить с игровым процессом Captain Toad. Во втором эпизоде появляется больше головоломок и разнообразных механик. В третьем эпизоде есть уровни, чьи головоломки напоминают задачи для дизайнеров.
При разработке Captain Toad, команда также учитывала, чтобы её могли наслаждаться неопытные игроки. Например в игре нет ограничения во времени. Если игрок неуклюже передвигается и теряет много очков жизни, он может получить специальный бафф «гриб непобедимости», позволяя ему сосредоточиться на решении головоломок и оставаться неуязвимым. Если игрок теряет все жизни, он попадает в специальный скрытый уровень, где можно получить несколько жизней. Также игра позволяет перепрыгнуть уровень после нескольких неудачных попыток прохождения.

### Прочее
Команда разработчиков уделяла особое внимание множественным незначительным деталям, таким как движения капитана Тоада и его подруги Тоадетты. Например реакция и движения Тоада/Тоадетты разнятся в зависимости от высоты падения. Так как персонажи не могут прыгать, разработчики должны были ввести для баланса другие способности или способы обходить врагов или сражаться с ними. Например если заставить Тоада или Тоадетту быстро крутиться, то они могут сбивать врагов своей тяжёлой сумкой. Также для этого была введена возможность кидаться репой во врагов. Такая механика впервые была представлена в Super Mario Bros. 2. Хаясида заметил, что особенно увлекательными получились уровни с вагонеткой, где прохождение происходит от перспективы первого лица.
Раздумывая над названием игры, разработчики не хотели создавать ассоциации с храбростью, а наоборот подчеркнуть неуклюжесть главного героя. Оригинальная японская версия названия переводится как «Вперёд, капитан Тоад!», также обсуждались такие варианты, как «Капитан Тоад и его любительские приключения» или «Капитан Тоад ставит на кон всё!». Также разработчики спорили относительно того, стоит ли сделать историю с капитаном Тоадом и Тоадеттой частью канона вселенной Super Mario 3D World. Обсуждался вариант того, что сюжет игры Captain Toad является вымышленной историей, написанной принцессой Розалиной, в этой ситуации Розалина бы появилась в конце игры. Однако разработчики решили показать концовку игры, где история Captain Toad объединяется с сюжетом Super Mario 3D World. Игра была представлена в июне 2014 года на выставке Electronic Entertainment Expo 2014.

## Критика
| Сводный рейтинг       | Сводный рейтинг | Сводный рейтинг | Сводный рейтинг |
| Издание               | Оценка          | Оценка          | Оценка          |
| Издание               | 3DS             | Switch          | Wii U           |
| --------------------- | --------------- | --------------- | --------------- |
| GameRankings          | N/A             | 82,70 %         | 81,01 %         |
| Metacritic            | 79/100          | 82/100          | 81/100          |
| Иноязычные издания    |                 |                 |                 |
| Издание               | Оценка          | Оценка          | Оценка          |
| Издание               | 3DS             | Switch          | Wii U           |
| 4Players              | N/A             | 85/100          | 85/100          |
| Destructoid           | N/A             | 8/10            | 8/10            |
| Edge                  | N/A             | N/A             | 7/10            |
| EGM                   | N/A             | N/A             | 8/10            |
| Eurogamer             | N/A             | N/A             | 8/10            |
| Famitsu               | N/A             | N/A             | 34/40           |
| Game Informer         | 8/10            | 8/10            | 8,25/10         |
| GameRevolution        | N/A             | N/A             | 4/5             |
| GameSpot              | N/A             | 8/10            | 8/10            |
| GamesRadar+           | N/A             | N/A             | [ 23 ]          |
| GameTrailers          | N/A             | N/A             | 9/10            |
| Hardcore Gamer        | N/A             | 4,5/5           | 4,5/5           |
| IGN                   | 8,7/10          | 8,7/10          | 8,2/10          |
| Jeuxvideo.com         | N/A             | 14/20           | N/A             |
| Joystiq               | N/A             | N/A             | [ 30 ]          |
| Nintendo Life         | [ 31 ]          | [ 32 ]          | [ 33 ]          |
| Nintendo World Report | 8,5/10          | 8,5/10          | 9/10            |
| Polygon               | N/A             | Recommended     | 8,5/10          |
| Shacknews             | N/A             | 8/10            | 9/10            |
| USgamer               | N/A             | N/A             | 4,5/5           |
| VentureBeat           | N/A             | 90/100          | 85/100          |
| VideoGamer            | N/A             | 7/10            | 7/10            |

Игра получила положительные отзывы ещё до выхода, когда она демонстрировалась на выставке E3 2014. Редакция Eurogamer назвала игру одним из лучших спин-оффов от Nintendo за последние годы c главным героем, блестяще представленном ещё в игре Super Mario 3D World. Редакция Polygon заметила, что «игра моментально влюбит себя после прохождения уровня с вагонеткой», а также заметила сходства некоторых уровней с Super Mario desert environment и домами-призраками из Luigi’s Mansion.
Игра в целом получила положительные оценки со стороны игровых критиков по данным агрегатора Metacritic. Представитель IGN признался, что наслаждался чувством открытия, осматривая пространство, вращая камерой с помощью правого джойстика. В каждой найденной обрасти имелось что-то, с чем можно было бы взаимодействовать с сенсорного экрана. Разнообразие локаций позволяет сохранять свежесть игрового процесса на протяжении всего прохождения. Тем не менее использование гироскопа контроллера может привести к неконтролируемо вращающейся камере. Дэн Рикет с сайта Giant Bomb утверждал, что игра способна дать многое и оценил её реиграбельность, заметив, что определённо стоит перепроходить уровни и находить скрытые проходы для поиска всех трёх кристаллов. Тем не менее критик пришёл к выводу, что игра не предлагает столько материала, что игры основной серии Mario и она неоправданно дорога для того, что предлагает. Дермот Криган c сайта Hardcore Game назвал игру в Treasure Tracker восхитительным опытом, с великолепным дизайном уровней, креативным подходом и прекрасным художественным оформлением. Он раскритиковал встроенный гироскоп, который невозможно отключить, но оценил другие функции Wii U, способные время от времени привносить немного больше разнообразия и творчества в игровой процесс. Кертис Бондс с сайта Nintendo World Report оценил «очень хитрый и продуманный дизайн уровней» и признался, что наслаждался игрой, когда стремился найти все скрытые кристаллы на уровне. С одной стороны игра крайне умело использует управление с помощью геймпада, однако гироскопические элементы управления камерой было самыми раздражающими.

### Продажи
В течение месяца после выхода, в США было продано примерно 250,000 копий игры для Wii. В Японии, по состоянию на июнь 2015 года было продано примерно 155,000 игры. Порты на игровые приставки Nintendo 3DS и Nintendo Switch были проданы в 42,818 и 108,698 экземплярах в течение первых двух месяцев после релиза в Японии. По состоянию на март 2019 года, в Японии было продано примерно 240,000 копий и 1.18 миллион по всему миру. По состоянию на декабрь 2019 года, по всему миру было продано 1.36 миллионов единиц Treasure Tracker для приставки Wii и 1.44 миллионов единиц для Nintendo Switch.

### Награды
Игра номинировалась в категориях «Лучшие Головоломка/Приключение» и «Эксклюзив на Wii U» редакцией GameTrailers в 2014 году, вдобавок, она получила премию People’s Choice Award, как «Лучшая Головоломка» на вручении редакцией IGN, там же она была номинирована, как Лучшая игра для Wii U. Версии для 3DS и Switch были номинированы в категории «Игра года от Nintendo» в 2018 году на мероприятии Golden Joystick Awards, а также в категории «Игра, франшиза, семья» на вручении национальной академией обозревателей видеоигр.